# العلاقات الهندية المنغولية
العلاقات الهندية المنغولية هي العلاقات الثنائية التي تجمع بين الهند ومنغوليا.

## مقارنة بين البلدين
هذه مقارنة عامة ومرجعية للدولتين:
| وجه المقارنة                                              | الهند                       | منغوليا         |
| --------------------------------------------------------- | --------------------------- | --------------- |
| المساحة (كم2)                                             | 3.29 مليون                  | 1.57 مليون      |
| عدد السكان (نسمة)                                         | 1.35 مليار                  | 3.08 مليون      |
| الكثافة السكانية (ن./كم²)                                 | 410.33                      | 1.96            |
| العاصمة                                                   | نيودلهي                     | أولان باتور     |
| اللغة الرسمية                                             | اللغة الهندية، لغة إنجليزية | اللغة المنغولية |
| العملة                                                    | روبية هندية                 | توغروغ منغولي   |
| الناتج المحلي الإجمالي (بليون دولار)                      | 2.60 تريليون                | 11.49 مليار     |
| الناتج المحلي الإجمالي (تعادل القوة الشرائية) بليون دولار | 8.00 تريليون                | 36.16 مليار     |
| الناتج المحلي الإجمالي الاسمي للفرد دولار أمريكي          | 1.60 ألف                    | 3.97 ألف        |
| الناتج المحلي الإجمالي للفرد دولار أمريكي                 | 5.70 ألف                    | 11.95 ألف       |
| مؤشر التنمية البشرية                                      | 0.609                       | 0.727           |
| رمز المكالمات الدولي                                      | +91                         | +976            |
| رمز الإنترنت                                              | .in، .भारत ‏، .بھارت ‏،        | .mn             |
| المنطقة الزمنية                                           | ت ع م+05:30، توقيت الهند    | ت ع م+08:00     |

## مدن متوأمة
في ما يلي قائمة باتفاقيات التوأمة بين مدن هندية ومنغولية:
- ترتبط دلهي مع أولان باتور باتفاقية توأمة منذ 25 سبتمبر 2002.[14][14][14][14]
- ترتبط نيودلهي مع أولان باتور باتفاقية توأمة.

## منظمات دولية مشتركة
يشترك البلدان في عضوية مجموعة من المنظمات الدولية، منها:
| علم المنظمة | اسم المنظمة                        | تاريخ انضمام الهند | تاريخ انضمام منغوليا |
| ----------- | ---------------------------------- | ------------------ | -------------------- |
|             | يونسكو                             | 4 نوفمبر 1946      | 1 نوفمبر 1962        |
|             | الفريق المعني برصد الأرض           | ?                  | ?                    |
|             | مؤسسة التمويل الدولية              | 20 يوليو 1956      | 14 فبراير 1991       |
|             | بنك التنمية الآسيوي                | 1966               | 1991                 |
|             | منظمة حظر الأسلحة الكيميائية       | ?                  | ?                    |
|             | مؤسسة التنمية الدولية              | 24 سبتمبر 1960     | 14 فبراير 1991       |
|             | منظمة التجارة العالمية             | 1995               | ?                    |
|             | وكالة ضمان الاستثمار متعدد الأطراف | 6 يناير 1994       | 21 يناير 1999        |
|             | الاتحاد البريدي العالمي            | ?                  | ?                    |
|             | الاتحاد الدولي للاتصالات           | 1869               | 27 أغسطس 1964        |
|             | منظمة الشرطة الجنائية الدولية      | ?                  | ?                    |
|             | الأمم المتحدة                      | 30 أكتوبر 1945     | 27 أكتوبر 1961       |
|             | البنك الدولي للإنشاء والتعمير      | 27 ديسمبر 1945     | 14 فبراير 1991       |
|             | منتدى آسيان الإقليمي ‏              | ?                  | ?                    |

## وصلات خارجية
- موقع وزارة الخارجية الهندية
- موقع وزارة الخارجية المنغولية